# سلاژینلا مارتنسی
سلاژینلا مارتنسی (نام علمی: Selaginella martensii) نام یک گونه از سرده علف خوک است.